# Éva Dónusz
Éva Dónusz, född den 29 september 1967 i Vác, Ungern, är en ungersk kanotist.
Hon tog OS-guld i K-4 500 meter och  OS-brons i K-2 500 meter i samband med de olympiska kanottävlingarna 1992 i Barcelona.